# Weckschreck
Weckschreck ist eine deutsche Kinderfernsehserie des ZDF. Die Erstausstrahlung erfolgte am 12. September 2022 auf KiKA.

## Handlung
Hauptperson der Serie ist Jan, der eine ungewöhnliche Fähigkeit besitzt: jeden Morgen beim Klingeln seines Weckers hat sich das, wovon er in der Nacht geträumt hat, in seinem Zimmer materialisiert, seien es zum Beispiel nervige Verwandte, Roboter oder eine Würgeschlange. Mit seinen besten Freunden Cem und Patty gerät er dadurch in turbulente Situationen, die die drei zusammen bewältigen müssen.

## Episoden
Für die erste Staffel von Weckschreck wurden 10 Episoden produziert.
| Code | Originaltitel                     |
| ---- | --------------------------------- |
| 1.01 | Die Dreh-die-Zeit-zurück-Maschine |
| 1.02 | Die Monsterboa von Tirupati       |
| 1.03 | Die hilfreiche Hilde              |
| 1.04 | Der coole Scooter                 |
| 1.05 | Das Taschenmesser von Rob Rebel   |
| 1.06 | Der verfluchte Mistkäfer          |
| 1.07 | Die rasende Roboterin             |
| 1.08 | Der Elefant mit Dachschaden       |
| 1.09 | Der Hunderttausend-Euro-Schein    |
| 1.10 | Die Tiefschlaf-Spindel            |

## Produktion
Die Dreharbeiten zu Weckschreck fanden von Juli bis September 2021 in Arnstadt in Thüringen statt. Produktionsunternehmen ist die Mideu Films GmbH, ein Zusammenschluss von  Kinderfilm Erfurt und MotionWorks Halle. Als Gastdarsteller traten in einzelnen Episoden unter anderem Anne-Marie Waldeck als Android Eva, Swetlana Schönfeld als Tante Hilde oder Arda Görkem als Mario auf.

## Rezeption
Der Elternratgeber für TV, Streaming & YouTube Flimmo bewertet die Serie als „kuriose Abenteuer […] voller Witz und Überraschungen“ und „für Kinder inspirierend“.

## Auszeichnungen
Die Episode Die Dreh-die-Zeit-zurück-Maschine wurde 2023 mit dem Goldenen Spatz in der Kategorie „Serie Live Action“ ausgezeichnet. Die Jury bezeichnete die Folge als „fantasievoll, aber auch verrückt“ und „äußerst amüsant“.